# Kungliga Arméförvaltningen

För Arméförvaltningen åren 1964–1968, se Kungliga Armétygförvaltningen.  
Kungliga Arméförvaltningen (KAF) var i Sverige ett centralt ämbetsverk som år 1865 ersatte Krigskollegium. Den rang, som Krigskollegium fick i 1634 års regeringsform och sedermera bibehöll, övergick på Arméförvaltningen enligt dess den 26 september 1865 utfärdade instruktion, som sedermera utbytts mot en ny instruktion av den 27 maj 1881.

## Uppdrag
Arméförvaltningen hade två avdelningar: tygavdelningen, som leddes av generalfälttygmästaren och handhade tygmateriel både vad gällde projektering och inköp, och intendenturavdelningen, som leddes av generalintendenten och skötte intendenturmaterielen.
Arméförvaltningens båda avdelningar kom den 1 juli 1954 att bilda egna myndigheter, varmed Arméförvaltningen upphörde. Tygavdelningen ombildades till Armétygförvaltningen, medan Intendenturavdelningen ombildades till Arméintendenturförvaltningen. Den 1 juli 1963 uppgick Arméintendenturförvaltningen i Försvarets intendenturverk. Armétygförvaltningen ändrade den 1 juli 1964 namn till Arméförvaltningen. Försvarets intendenturverk och den nya Arméförvaltningen uppgick den 1 juli 1968 i Försvarets materielverk.

## Intendentsdepartementet
Intendentsdepartementet organiserades ursprungligen på ett militärkontor och en civilavdelning som 1881 omvandlades till en militärbyrå respektive civilbyrå. 1893 bildades en sjukvårdsbyrå som 1907 blev en självständig enhet under arméförvaltningen; arméförvaltningens sjukvårdsstyrelse. Samma år bestod intendentsdepartementet av en utrustningsbyrå, en underhållsbyrå och en civilbyrå. 1911 tillkom tekniska revisionen. 1937 döptes departementet om till Intendenturdepartementet och expanderades med centralbyrån, kasernutredningsbyrån, häst- och veterinärbyrån och tekniska revisionskontoret. Vid omorganisationen 1943 bytte den senare namn till förrådskontrollkontoret, drivmedelsbyrån tillkom och centralbyrån avvecklades och dess uppgifter övertogs av civilbyrån.

### Chefer
- 1865–1883: Generallöjtnant Gösta Sandels
- 1883–1889: Generalmajor, friherre Hjalmar Palmstierna
- 1889–1892: Överste Christer Gustaf Oxehufvud (tf)
- 1892–1896: Generalmajor Adam Thorén
- 1896–1904: Generalmajor Richard Berg
- 1904–1905: Generalmajor Knut Gillis Bildt
- 1905–1915: Major Fredrik Holmquist
- 1915–1926: Generalmajor Fredrik Frölich
- 1926–1935: Generalmajor Axel Hultkrantz
- 1935–1946: Generalmajor Helge Söderbom
- 1946–1954: Generalmajor Ivar Gewert

#### Centralbyrån (1937–1954)
- 1937–1944: Överste Henning Arntz
- 1945–1954: Överste Axel Rune

#### Underhållsbyrån (1907–1954)
- 1907–1917: Överste Magnus Stendahl
- 1917–1927: Överste Eric von Gegerfelt
- 1928–1930: Överstelöjtnant Per Sundh
- 1930–1939: Överste Eric Lilliehöök
- 1939–1939: Major Gunnar Levenius (tjf)
- 1939–1949: Överste Ivar Jarl
- 1949–1954: Överste Per Odensjö

#### Utrustningsbyrån (1907–1954)
- 1907–1915: Överste Fredrik Frölich
- 1915–1926: Överste Einar Wikland
- 1926–1936: Överste Sven Karlberg
- 1936–1939: Överstelöjtnant Ivar Gewert
- 1939–1940: Överstelöjtnant Johan Olof Örtenblad
- 1940–1942: Överste Ivar Gewert
- 1942–1944: Överste Nils Knutsson-Hall
- 1944–1949: Överste Edgar Westberg
- 1949–1954: Överstelöjtnant Ivan Modigh

#### Tekniska revisionen (1911–1937)
- 1911–1915: Överstelöjtnant, friherre Edvard Liljencrantz
- 1915–1916: Major Mauritz Schenström
- 1931–1935: Överstelöjtnant, friherre Salomon von Otter
- 1935–1937: Överstelöjtnant Erik Holmquist

#### Tekniska revisionskontoret (1937–1943)
- 1937–1939: Överstelöjtnant Elias Hård af Segerstad
- 1939–1940: Överstelöjtnant Ivan Karl Oskar Anton Erici
- 1941–1943: Major Ivan Modigh

#### Kasernutredningsbyrån (1937–1954)
- 1937–1941: Överstelöjtnant Carl Gustaf Palm
- 1941–1942: Överstelöjtnant Nils Knutsson-Hall
- 1942–1951: Överste Einar Jönnick
- 1951–1953: Överstelöjtnant Wilhelm Zätterström

#### Häst- och veterinärmaterielbyrån (1937–1954)
- 1937–1945: Överfältveterinär Axel Morén
- 1945–1954: Överfältveterinär Erik Liljefors

#### Förrådskontrollkontoret (1943–1954)
- 1943–1945: Överstelöjtnant Ivan Modigh
- 1946–1948: Major Henning Björkman
- 1948–1949: Major Folke Diurlin
- 1949–1951: Överstelöjtnant Wilhelm Zätterström
- 1952–1953: Major Curt Sylvén
- 1953–1954: Major Stig Wilén

#### Drivmedelsbyrån (1943–1954)
- 1943–1944: Överstelöjtnant Carl Norlander
- 1944–1948: Överstelöjtnant Gunnar Levenius
- 1949–1951: Överstelöjtnant Gustaf Huberth
- 1951–1954: Överste Valdemar Swedenborg

## Chefer
- 1885–1899: Överste Ludvig Thimgren